# Platforma Obywatelska
Het Burgerplatform (Pools: Platforma Obywatelskaⓘ, PO) is een conservatief-liberale, christendemocratische politieke partij in Polen en winnaar van de Poolse parlementsverkiezingen van 2007 en 2011. In het Europees Parlement is de partij onderdeel van de Europese Volkspartij. Leider van de partij is Donald Tusk, premier van Polen en oud-voorzitter van de Europese Raad.

## Geschiedenis
Aanleiding voor het ontstaan van de partij was het uiteenvallen van de regerende alliantie Verkiezingsactie Solidariteit (AWS) alsmede een groeiend conflict binnen de Vrijheidsunie (UW). De nieuwe groepering kwam op 24 januari 2001 tot stand op initiatief van drie politici, die wel "de drie tenoren" werden genoemd: 
- Maciej Płażyński, destijds voorzitter van de Sejm, afkomstig uit de AWS,
- Donald Tusk, die met een groep aanhangers, vooral afkomstig uit het vroegere Liberaal-Democratisch Congres (KLD), uit de UW was gestapt,
- Andrzej Olechowski, die enkele maanden daarvoor als onafhankelijk kandidaat in de presidentsverkiezingen op de tweede plaats was geëindigd.

De nieuwe partij had een grote aantrekkingskracht op politici van beide partijen (AWS en UW) en ging bovendien nauw samenwerken met de Conservatieve Volkspartij (SKL) van Jan Rokita en Bronisław Komorowski, waarvan een groot deel geleidelijk in het Burgerplatform zou opgaan. 
Bij de verkiezingen in dat jaar behaalde het Burgerplatform 12,7% van de stemmen en werd het de grootste oppositiepartij. Voor de lokale verkiezingen van 2002 ging het PO landelijk een coalitie aan met Recht en Rechtvaardigheid.
In 2003 volgde medeoprichter Donald Tusk Płażyński op als partijvoorzitter en groeide de partij in de peilingen wegens de populariteit die Jan Rokita verwierf als voorzitter van de onderzoekscommissie over de Rywinaffaire.
Bij de parlements- en presidentsverkiezingen van 2005 werd tweemaal een nek-aan-nekrace voorspeld, die beide keren gewonnen werd door Lech Kaczyński en zijn nationalistische partij Recht en Rechtvaardigheid (PiS). Algemeen werd een coalitie tussen PiS en PO verwacht, maar de sfeer tussen beide partijen werd tijdens de verkiezingscampagnes zodanig verziekt dat een samenwerking onmogelijk bleek. PO werd weer de grootste oppositiepartij.
Voor de Poolse parlementsverkiezingen van 2007 werd wederom een nek-aan-nekrace voorspeld, maar het Burgerplatform won deze verkiezingen ruim. De partij vormde hierop een coalitieregering met de Poolse Volkspartij (PSL), waarvan PO-chef Donald Tusk premier werd. Deze regering ging een meer pro-Europese en opener politiek voeren dan haar voorganger. Na de parlementsverkiezingen van 2011 werd deze coalitie voortgezet. In 2014 werd Tusk voorzitter van de Europese Raad; Ewa Kopacz volgde hem op als premier en als leider van het Burgerplatform.
In 2015 keerde het tij. In mei van dat jaar verloor het Burgerplatform eerst de presidentsverkiezingen, waarbij zittend president Bronisław Komorowski werd verslagen door PiS-kandidaat Andrzej Duda. Tijdens de parlementsverkiezingen in oktober leed het Burgerplatform opnieuw een nederlaag tegen de PiS, die in beide kamers van het parlement een absolute meerderheid verwierf. Met de installatie van het door de Pis gedomineerde kabinet-Szydło kwam er een einde aan acht jaar van PO/PSL-regeringen. In januari 2016 werd oud-minister van Buitenlandse Zaken Grzegorz Schetyna door het partijcongres verkozen tot opvolger van Kopacz als partijleider. Hij werd opgevolgd door Borys Budka in 2020 en Donald Tusk in 2021.

## Programmapunten
- Grotere rol voor de Europese Unie
- Invoering van een vlaktaks: 15% voor inkomstenbelasting, vennootschapsbelasting en btw
- Verlaging van de werkloosheid en de uitgaven aan sociale zekerheid
- Vermindering van regels, vergunningsplichten en belastingen
- Privatisering van de gezondheidszorg en andere publieke taken en staatsbedrijven
- Decentralisatie: het toewijzen van een groter deel van het budget aan lokale overheden
- Hervorming van het hoger onderwijs, met gelijke rechten voor publieke en private scholen
- Halvering van het aantal zetels in de Sejm van 460 tot 230 en vergaande beperking van de parlementaire onschendbaarheid
- Hervorming van de arbeidswetten om de macht van de vakbonden te verminderen

De partij is een tegenstander van het
- geregistreerd partnerschap voor ongehuwd samenwonenden
- legaliseren van softdrugs
- invoeren van de doodstraf

## Verkiezingsresultaten
| Resultaten    | 2001  | 2005  | 2007  | 2011  | 2015  | 2019 |
| ------------- | ----- | ----- | ----- | ----- | ----- | ---- |
| Percentage    | 12,68 | 24,14 | 41,51 | 39,18 | 24,09 | 27,4 |
| Zetels Sejm   | 65    | 133   | 209   | 207   | 138   | 119  |
| Zetels Senaat | 2/ 15 | 34    | 60    | 63    | 34    | 43   |